# Club Alianza Lima (futsal down)
El Club Alianza Lima Futsal Down es la sección deportiva de fútbol sala integrado por personas con síndrome de Down del Club Alianza Lima. Actualmente participa en la Liga de Futsal Down de Perú.

## Historia
El equipo fue fundado el 16 de agosto de 2022, bajo la dirección de Francisco Cairo y la colaboración del exguardameta Leao Butrón, con el objetivo de promover la inclusión y la igualdad de oportunidades para las personas con discapacidad. En ese mismo año, se enfrentó a su clásico rival, Universitario, quien se lleva la victoria en la Copa El Primer Clásico de Futsal Down. El torneo se celebró apenas una semana después de su creación, con un resultado final de 6-2.
En la Liga de Futsal T21 2022, Alianza Lima participó con jugadores como Jose Padilla, Renzo Huapaya, Julio Cavalier, Victor Cano, Juan Diego Vega y Minoru León, logrando el tercer puesto en la competición contra Universitario de Deportes (5-3).
En la Liga de Futsal T21 2023, Alianza Lima incorporó a Edgard Gómez, proveniente de la selección peruana de Futsal Down. Obtuvieron el subcampeonato en el Torneo Apertura y se proclamaron campeones en el Torneo Clausura, asegurando su presencia en la final contra Empate FC. Además, tuvieron la oportunidad de participar en el Torneo Latinoamericano de Futsal Inclusivo en Salto, Uruguay, del 3 al 5 de noviembre.
En el Torneo Latinoamericano de Futsal Inclusivo 2023, el equipo obtuvo resultados favorables al vencer a equipos locales como Sportivo Rodó (13-2), Montevideo City Torque (9-3), Peñarol (12-5), Plaza Colonia (6-5) y, en la final, nuevamente contra Peñarol (15-7), logrando el título en dicho torneo internacional.
Posteriormente, tras ganar el Torneo Latinoamericano de Futsal Inclusivo 2023, Alianza Lima regresó a Perú y se enfrentó al campeón del Torneo Apertura, consagrándose campeones de la Liga de Futsal T21 2023.

## Descripción
El conjunto está integrado por jugadores desde los 16 hasta los 35 años. Los integrantes son elegidos mediante evaluaciones abiertas que tienen lugar de manera regular.
La escuadra de futsal down de Alianza Lima ha participado en diferentes competiciones, tanto a nivel nacional como internacional. En 2023, el equipo se proclamó campeón de la Liga de Futsal Down de Perú. En 2023, lograron el título del Torneo Latinoamericano de Futsal Inclusivo al vencer en la final a Peñarol de Uruguay.

## Estadísticas

### Liga de Futsal Down T21 (2022-)
Participa desde la creación de la Liga de Futsal T21 y siendo su mejor resultado en el 2023.
| Año  | PJ | PG | PE | PP | GF  | GC | DIF | PTS | Posición      |
| ---- | -- | -- | -- | -- | --- | -- | --- | --- | ------------- |
| 2022 | 6  | 4  | 0  | 2  | 38  | 13 | 24  | 12  | Tercer puesto |
| 2023 | 12 | 11 | 0  | 1  | 88  | 21 | 67  | 30  | Campeon       |
| 2024 | 16 | 20 | 0  | 2  | 106 | 21 | 85  | 30  | 2° puesto     |

PJ = Partidos Jugados; PG = Partidos Ganados; PE = Partidos Empatados; PP = Partidos Perdidos; GF = Goles a Favor; GC = Goles en Contra; DIF = Diferencia de Gol; PTS = Puntos..

### Copa Latinoamericana Inclusiva (2023)
Participó en la Copa Latinoamericana Inclusiva desde la creación del torneo internacional y siendo su mejor resultado del campeonato 2023.
| Año  | PJ | PG | PE | PP | GF | GC | DIF | PTS | Posición |
| ---- | -- | -- | -- | -- | -- | -- | --- | --- | -------- |
| 2023 | 6  | 6  | 0  | 0  | 55 | 20 | 30  | 12  | Campeón  |

PJ = Partidos Jugados; PG = Partidos Ganados; PE = Partidos Empatados; PP = Partidos Perdidos; GF = Goles a Favor; GC = Goles en Contra; DIF = Diferencia de Gol; PTS = Puntos.

### Goleadores del Club
| #  | Jugador           | Temporadas | Ligas | Torneos Internacional | Total |
| -- | ----------------- | ---------- | ----- | --------------------- | ----- |
| 1  | Edgard Gómez      | 2023       | 75    | 11                    | 86    |
| 2  | Renzo Huapaya     | 2022       | 63    | 14                    | 77    |
| 3  | Julio Cavalier    | 2022       | 49    | 17                    | 66    |
| 4  | Victor Cano       | 2022       | 20    | 7                     | 27    |
| 5  | Juan Diego Vega   | 2022       | 15    | 5                     | 20    |
| 6  | Minoru León       | 2022       | 6     | -                     | 6     |
| 7  | Gino Atencio      | 2022       | 5     | -                     | 5     |
| 8  | Percy Silva       | 2022       | 4     | -                     | 4     |
| 9  | Neils Huaringa    | 2022       | 2     | -                     | 2     |
| 10 | Juan Jose Sanchez | 2022       | 1     | -                     | 1     |

### Cronología por Temporadas
| Jugador        | Temporada | Partidos | Goles |
| -------------- | --------- | -------- | ----- |
| Julio Cavalier | 2022      | 6        | 15    |
| Edgard Gómez   | 2023      | 13       | 36    |
| Edgard Gòmez   | 2024      | 17       | 39    |

### Cronología por Temporadas Interncional
| Jugador        | Temporada | Partidos | Goles |
| -------------- | --------- | -------- | ----- |
| Julio Cavalier | 2023      | 5        | 17    |

## Datos del Club
- Mayor goleada conseguida:
  - En campeonatos nacionales de local: Alianza Lima 11:1 Striker 21 (23 de septiembre de 2023, Liga de Futsal Down)
  - En campeonatos nacionales de visita: Omaped de La Molina 1:17 Alianza Lima (26 de agosto de 2022, récord del Liga de Futsal Down)
  - En campeonatos internacional de local: Alianza Lima 9:3 Montevideo City Torque (4 de noviembre de 2023, Copa Latinoamericana Inclusiva)
  - En campeonatos internacional de visita: Sportivo Rodo 2:13 Alianza Lima (3 de noviembre de 2023, Copa Latinoamericana)

- Mayor goleada recibida:
  - En campeonatos nacionales de local: Alianza Lima 4:5 Edde Cuellar (26 de octubre de 2024, Liga de Futsal Down)
  - En campeonatos nacional de visita: Empate Fc 9:3 Alianza Lima (15 de octubre de 2022, Liga de Futsal Down)
  - En campeonatos internacional de local: (información invalida)
  - En campeonatos internacional de visita: (información invalida)

- Mejor participación internacional: Campeón (Copa Internacional Inclusiva)
- Jugador con más partidos: Renzo Huapaya, Julio Cavalier y Minoru León (38 partidos)
- Goleador del club: Edgard Gómez (86) con 32 partidos oficiales.

## Plantilla
Plantilla de Alianza Lima Futsal, Síndrome de Down.
| N.º | Pos.   | Nombre             | Últ. equipo | Equipo Técnico   |
| --- | ------ | ------------------ | ----------- | ---------------- |
| 15  | ARQ.   | José André Campos. | Capacitados | Entrenador       |
| 2   | DEF    | Juan José Sanchéz  | Libre       | Sebastián Mamani |
| 5   | DEF.   | Minoru León        | Libre       |                  |
| 8   | DEF.   | Luis Andrès Bernal | Empate Fc   |                  |
| 14  | DEF.   | Reny Alemàn        | Libre       |                  |
| 4   | MD     | Percy Silva        | Libre       |                  |
| 7   | MD     | Julio Cavalier     | Libre       |                  |
| 11  | MD     | Gino Atencio       | Libre       |                  |
| 12  | MD (C) | Edgard Gómez       | Empate Fc   |                  |
| 13  | MD     | Victor Cano        | Empate Fc   |                  |
| 17  | MD     | Diego Pèrez        | Cienciano   |                  |
| 3   | DEL    | Neils Huaringa     | Libre       |                  |
| 6   | DEL    | Bernardo Videira   | Libre       |                  |
| 9   | DEL    | Renzo Huapaya      | Empate Fc   |                  |
| 10  | DEL    | Juan Diego Vega    | Libre       |                  |

## Palmarés

### Torneos Nacionales
| Torneo                      | Títulos | Subtítulos |
| --------------------------- | ------- | ---------- |
| Liga de Futsal Down de Perú | 2023    | 2024       |

#### Torneos Cortos
- Torneo Apertura Liga T21: 2023 (subcampeón) 2024 (subcampeón)
- Torneo Clausura Liga T21: 2023 (campeón) 2024 (subcampeón)

#### Torneos amistosos nacionales
- Copa El Primer Clásico de Futsal Down: 2022
- Campeonato Amistoso de Futsal Down: 2024

### Torneos Internacionales
| Torneo                                     | Títulos | Subtítulos |
| ------------------------------------------ | ------- | ---------- |
| Torneo Latinoamericano de Futsal Inclusivo | 2023    |            |